# David Rosen
David Rosen (22 de enero de 1930) es un hombre de negocios estadounidense, cofundador de la compañía japonesa de videojuegos Sega. Se retiró de la compañía como presidente en 1996.

## Carrera

### Rosen Enterprises, Ltd.
Rosen sirvió en la Fuerza Aérea de los Estados Unidos de 1948 a 1952. Fue sobre todo en Japón y el Lejano Oriente durante la guerra de Corea, y permaneció allí después de su servicio. En 1954 comenzó Rosen Enterprises, Inc., que se centró en la venta de arte creado en Japón para el mercado americano, y estudios de fotografía para las tarjetas de identificación japonesas. La visita de la foto fue llamado Photorama y Rosen estableció estudios en cientos de lugares en todo Japón.
En 1957, Rosen Enterprises, Ltd. cambió su enfoque y fue pionero en la importación y operación de la moneda-op de máquinas recreativas populares en Estados Unidos, a Japón para satisfacer el cada vez mayor mercado del ocio. Rosen aprovechó sus relaciones y la ubicación de sus estudios de fotografía Photorama de negocio existentes para desplegar las máquinas recreativas.

### Sega Enterprises, Ltd.
En 1965, Rosen Enterprises, Ltd. se fusionó con Nihon Goraku Bussan, Ltd. (aka Juegos de Servicio). Nihon Goraku Bussan, Ltd. utilizó el nombre de la marca Sega (el nombre proviene de SE rvice GA mes Japón) por sus máquinas de discos y máquinas tragamonedas que se encuentran en las bases militares de Estados Unidos para fines de entretenimiento. Después de la fusión de las dos compañías, Sega Enterprises Ltd. fue establecida y Rosen se convirtió en presidente, consejero delegado y presidente de la sociedad resultante.
Rosen es cofundador de la Asociación de Parques de Japón en 1967 y fue elegido presidente de esta.

#### Periscope
En 1966, bajo la dirección de Rosen, Sega Enterprises Ltd. creó su primer juego original llamado Periscope lo que llevó a la introducción de 25 ¢ el juego en los Estados Unidos y comenzó el negocio de exportación de Sega.

### Gulf + Western Industries, Inc.
Después de reunirse con Charles Bluhdorn en 1969, Rosen y sus socios acordaron vender Sega Enterprises Ltd. al conglomerado Gulf + Western Industries, Inc., aunque Rosen permaneció como CEO de la división de Sega. A principios de la década de 1970 Sega se hizo una subsidiaria de Paramount Pictures Corporation, que también era propiedad de Gulf + occidental. Durante este período de Barry Diller y Michael Eisner , tanto en Paramount Rosen los unió en la Junta de Sega y Rosen se unió a la Junta en Paramount.
En 1978 Sega Enterprises Ltd. adquirió una empresa de distribución, Essco Tdg., Que fue fundada por Hayao Nakayama.
Después de la muerte de Charles Bluhdorn, Gulf + Western quería vender activos de fabricación, incluyendo Sega. En consecuencia, los activos de los Estados Unidos de SEGA se vendieron a Bally Manufacturing Corporation.

### Sega, Ltd.
Habiéndose ya mudado con su familia a Los Ángeles y no queriendo volver a Japón a tiempo completo, Rosen declinó la oportunidad de comprar exclusivamente los japoneses activos de Sega. En marzo de 1984, Rosen y Hayao Nakayama armó un grupo de rescisión dirigido por Isao Okawa y compró los activos japoneses de Sega. Okawa se convirtió en presidente y Nakayama fue elegido presidente de Sega Ltd. Esto permitió a Rosen permanecer en los estados mientras Nakayama fue encargado de las operaciones del día a día de la sede de Sega en Japón.
Rosen acordó establecer Sega en América y supervisar los EE. UU. y operaciones en el extranjero, y fue nombrado presidente de Sega of America, cuya sede fue en Los Ángeles. Rosen seguía siendo un director de la empresa matriz de Sega (Japón) hasta el año 1996 y en ese momento renunció tanto a Sega (Japón) como Sega of America .
Rosen está retirado y vive en Los Ángeles.

## Vida personal
Rosen nació en Brooklyn , Nueva York , hijo de Fay (née Sachs) y Samuel Rosen. Se casó con Masako Fujisaki en 1954, y tiene una hija, Lisa. David Rosen es judío.